# Percy Mayfield
Pour les articles homonymes, voir Mayfield.
Vous pouvez partager vos connaissances en l’améliorant (comment ?) selon les recommandations des projets correspondants.
Percy Mayfield est un chanteur, pianiste et compositeur de blues américain, né le 12 août 1920 à Minden en Louisiane (États-Unis) et mort le 11 août 1984 à Los Angeles en Californie. Il est l’auteur du morceau Hit the Road Jack, interprété par Ray Charles pour la première fois.

## Discographie
- 2006 - Blues Laureate : The RCA Years (Raven)
- 2005 - 1951 - 1954 (Classics R&B)
- 2005 - Live in San Francisco (Acrobat)
- 2004 - 1947 - 1951 (Classics R&B)
- 2004 - His Tangerine and Atlantic Sides (Rhino Handmade)
- 1999 - Voice Within (Route Sixty-six)
- 1993 - Please send Me Someone to Love (Intermedia, Quicksilver)
- 1972 - The Incredible (Specialty)
- 1971 - Blues and Them Some (RCA, RCA Victor)
- 1970 - Percy Mayfield Sings Percy Mayfield (RCA, RCA Victor)